# Stone Cold Classics
Stone Cold Classics es un disco recopilatorio lanzado el 11 de abril de 2006 de la mano de un capítulo de la serie American Idol en la que los participantes tenían que cantar temas de Queen.

## Lista de canciones
1. "Stone Cold Crazy"
2. "Tie Your Mother Down"
3. "Fat Bottomed Girls"
4. "Another One Bites the Dust"
5. "Crazy Little Thing Called Love"
6. "We Will Rock You"
7. "We Are the Champions"
8. "Radio Ga Ga"
9. "Bohemian Rhapsody"
10. "The Show Must Go On"
11. "These Are the Days of Our Lives"
12. "I Want It All"
13. "All Right Now" - interpretada en vivo por Queen + Paul Rodgers
14. "Feel Like Makin' Love" - interpretada en vivo por Queen + Paul Rodgers

- Datos: Q1091249